# متلازمة بيكاردت
تشير متلازمة بيكاردت إلى شكل نادر من قصور الغدة الدرقية الثالثي الناتج عن انقطاع الأوردة البابية التي تربط الوطاء والغدة النخامية. وصفت في عامي 1972 و 1973 من قبل رينات بيكاردت ورودولف فالبوش.

## السبب
قد يحدث انقطاع في النظام البابي بسبب الأورام التي تضغط على القمع النخامي (السويقة النخامية). كذلك توجد أسباب أخرى لمتلازمة بيكاردت مثل الاضطرابات الالتهابية وإصابات الدماغ الرضية. يوجد شكل خلقي من متلازمة بيكاردت مرتبط بطفرات معينة ( (HESX1 أو LHX4) ويشار له باسم متلازمة انقطاع السويقة النخامية (PSIS) .

### العقابيل الصماوية
المظاهر النموذجية لمتلازمة بيكاردت-فالبوش هي قصور الغدة الدرقية مع انخفاض قيم الهرمون المحفز للدرقية وفرط برولاكتين الدم الوظيفي (الذي ينتج عن عدم تثبيط إفراز البرولاكتين). توجد اضطرابات صماوية أخرى مرتبطة عادةً بمتلازمة بيكاردت هي الفشل فوق السرج التركي مثل قصور الغدد التناسلية الثانوي، وانخفاض مستويات هرمون النمو، وفي الحالات الأكثر خطورة، قصور الغدة الكظرية الثانوي. 

## التشخيص
قد تؤدي متلازمة بيكاردت إلى صعوبات في التشخيص التفريقي لأورام الغدة النخامية، حيث قد يترافق كل من الأورام الغدية فوق السرج التركي غير المفرزة للهرمونات وأورام البرولاكتين مع زيادة مستويات برولاكتين الدم، قصور الغدد التناسلية المركزي، وقصور الغدة الدرقية المركزي. عادةً ما تكون مستويات البرولاكتين أعلى في حالة وجود برولاكتينوما حقيقي، لكن نطاقات التركيز تتداخل.

## المعالجة
طريقة العلاج تعتمد على السبب. يمكن إزالة الأورام جراحياً، ولكن قد يستمر انقطاع السويقة النخامية. عادة، يكون من الضروري تعويض بعض الهرمونات التي تقل بسبب فشل أنظمة التلقيم الراجع.